# Touch (gruppo musicale di Los Angeles)
I Touch sono stati un gruppo musicale statunitense. Fondato a Los Angeles, il gruppo ha inciso un solo album eponimo (Touch) nel 1968.
Nel disco sono mescolate psichedelia e riferimenti alla musica classica, con due brani particolarmente lunghi (The Spiritual Death of Howard Greer, 8:52 e Seventy-Five, 11:12) e un brano (Friendly Birds) con una sezione che si ispira chiaramente alle partiture per pianoforte di Claude Debussy e Maurice Ravel.
Il chitarrista Kerry Livgren, uno dei principali compositori del gruppo ameriprog Kansas, indicherà l'album Touch come una delle sue principali fonti di ispirazione.

## Formazione
- John Bordonaro – batteria, percussioni, canto
- Don Gallucci – tastiere, canto
- Bruce Hauser – basso, canto
- Jeff Hawks – canto
- Joey Newman (conosciuto anche come Vern Kjellberg) – chitarra, canto